# Блу-Гілл (Небраска)
Блу-Гілл (англ. Blue Hill) — місто (англ. city) в США, в окрузі Вебстер штату Небраска. Населення — 805 осіб (2020).

## Географія
Блу-Гілл розташований за координатами 40°19′59″ пн. ш. 98°26′54″ зх. д. / 40.33306° пн. ш. 98.44833° зх. д. (40.332989, -98.448353).  За даними Бюро перепису населення США в 2010 році місто мало площу 1,89 км², уся площа — суходіл.

## Демографія
Згідно з переписом 2010 року, у місті мешкало 936 осіб у 363 домогосподарствах у складі 228 родин. Густота населення становила 495 осіб/км².  Було 392 помешкання (207/км²).
Расовий склад населення:
| - 97,4 % — білих - 0,6 % — чорних або афроамериканців - 0,2 % — азіатів - 0,1 % — вихідців з тихоокеанських островів - 0,1 % — корінних американців |

До двох чи більше рас належало 1,4 %. Частка іспаномовних становила 1,8 % від усіх жителів.
За віковим діапазоном населення розподілялося таким чином: 25,4 % — особи молодші 18 років, 52,6 % — особи у віці 18—64 років, 22,0 % — особи у віці 65 років та старші. Медіана віку мешканця становила 44,1 року. На 100 осіб жіночої статі у місті припадало 82,5 чоловіків;  на 100 жінок у віці від 18 років та старших — 80,8 чоловіків також старших 18 років.
Середній дохід на одне домашнє господарство  становив 49 133 долари США (медіана — 42 813), а середній дохід на одну сім'ю — 66 237 доларів (медіана — 61 364). За межею бідності перебувало 11,3 % осіб, у тому числі 13,6 % дітей у віці до 18 років та 11,9 % осіб у віці 65 років та старших.
Цивільне працевлаштоване населення становило 419 осіб. Основні галузі зайнятості: освіта, охорона здоров'я та соціальна допомога — 29,1 %, роздрібна торгівля — 15,3 %, виробництво — 13,8 %.